# Myriophyllum humile
Myriophyllum humile är en slingeväxtart som först beskrevs av Constantine Samuel Rafinesque, och fick sitt nu gällande namn av Thomas Morong. Myriophyllum humile ingår i släktet slingor, och familjen slingeväxter. Inga underarter finns listade i Catalogue of Life.